# 計石温泉
計石温泉（はかりいしおんせん）は、熊本県葦北郡芦北町計石（旧国肥後国）にある温泉。

## 泉質
- ナトリウム-塩化物泉
  - 泉温　42℃
- 全国的にも珍しく、海底から湧出している。

## 温泉地
八代海沿いの景勝地、野坂の浦を望む海岸沿いに日帰り温泉施設「計石温泉センター」が1軒存在するだけで宿泊施設はない。
源泉は八代海の底で湧出しているため、引き湯している。

## アクセス
- 肥薩おれんじ鉄道線佐敷駅より車で約5分。

- 南九州西回り自動車道芦北ICより、車で10分。